# Пааво Юрйоля
Пааво Ільмарі Юрйоля (фін. Paavo Ilmari Yrjölä; нар. 18 червня 1902 — пом. 11 лютого 1980) — фінський легкоатлет, який спеціалізувався в десятиборстві.

## Із життєпису
Олімпійський чемпіон з десятиборства (1928).
Учасник олімпійських змагань з десятиборства на Іграх 1924 та 1932 років — 9-е та 6-е місця відповідно. Учасник олімпійських змагань зі стрибків у висоту та штовхання ядра на Іграх-1928 — 19-е та 9-е місця відповідно.
Володар 11 національних чемпіонських титулів:
- стрибки у висоту (1928);
- штовхання ядра (1925, 1926);
- п'ятиборство (1925, 1926, 1927);
- десятиборство (1925, 1926, 1927, 1928, 1929).

Автор трьох світових рекордів у десятиборстві — 7820 (1926), 7995 (1927) та 8053 (1928).
По завершенні спортивної кар'єри (1932) займався фермерством.

## Сім'я
- Брат — Ільварі Юрйола (1899—1985) — учасник олімпійських змагань з десятиборства (1924, не фінішував), чемпіон Фінляндії з десятиборства (1923, 1924)
- Син — Матті Юрйола (нар. 1938) — штовхальник ядра, учасник трьох чемпіонатів Європи (найвище місце — 4-е у 1969)